# Heteronychus cordatus
Heteronychus cordatus är en skalbaggsart som beskrevs av S. Endrödi 1974. Heteronychus cordatus ingår i släktet Heteronychus och familjen Dynastidae. Inga underarter finns listade i Catalogue of Life.